# Железняков (монитор)
«Железняко́в» — корабль Военно-морского флота СССР, речной монитор проекта СБ-37. Принимал участие в Великой Отечественной войне. В 1967 году установлен как памятник на Рыбальском полуострове в Киеве.

## Боевая служба
Монитор «Железняков» — головной корабль проекта СБ-37 завода «Ленинская кузница». Все шесть мониторов этого проекта были названы в честь моряков — героев Гражданской войны. «Железняков» получил имя А. Г. Железнякова — знаменитого «матроса Железняка».
Корабль был заложен в ноябре 1934 года на киевском ССЗ «Ленинская кузница». Осенью 1935 года спущен на воду. Вступил в строй 27 октября 1936 года. Вошёл в состав Днепровской военной флотилии. С июля 1940 года после присоединения Бессарабии к СССР — в составе Дунайской военной флотилии Черноморского флота СССР.
С первых дней Великой Отечественной войны до середины июля 1941 года «Железняков» и другие корабли Дунайской военной флотилии, взаимодействуя с сухопутными силами Красной Армии, удерживали государственную границу, не позволяя противнику форсировать Дунай.
С сентября 1944 года монитор вновь на Дунае. Участвовал в освобождении Болгарии, Румынии, Югославии.
За время войны «Железняков» прошёл свыше 40 000 километров, отразил 127 воздушных атак, уничтожил 13 артиллерийских и миномётных батарей, 4 батальона пехоты, 2 склада боеприпасов.

## Командный состав
- Командиры
  - капитан-лейтенант А. С. Маринушкин (1938—1942);
  - капитан-лейтенант А. Е. Харченко (1943—1944);
  - старший лейтенант М. Я. Коган (1945).
- Помощник командира
  - лейтенант Гутцаит Эдид Абрамович[5]
- Заместитель командира по политической части
  - батальонный комиссар Королев Алексей Дмитриевич[6]
  - старший лейтенант Дьяченко Иван Васильевич[7]
- Командир БЧ-2
  - старший лейтенант Кузнецов Анатолий Герасимович
- Командир БЧ-5
  - инженер-капитан-лейтенант Павлин Дмитрий Васильевич[8]
- Врач
  - старший лейтенант медицинской службы Кушлак Иван Романович[9]
- Старшина по снабжению
  - Мичман Гензель Борис Моисеевич[10]
- Командир башни ГК
  - главстаршина Гулин Иван Павлович[11]
- Боцман
  - главстаршина Андрюшенко Петр Ульянович

## Корабль-памятник

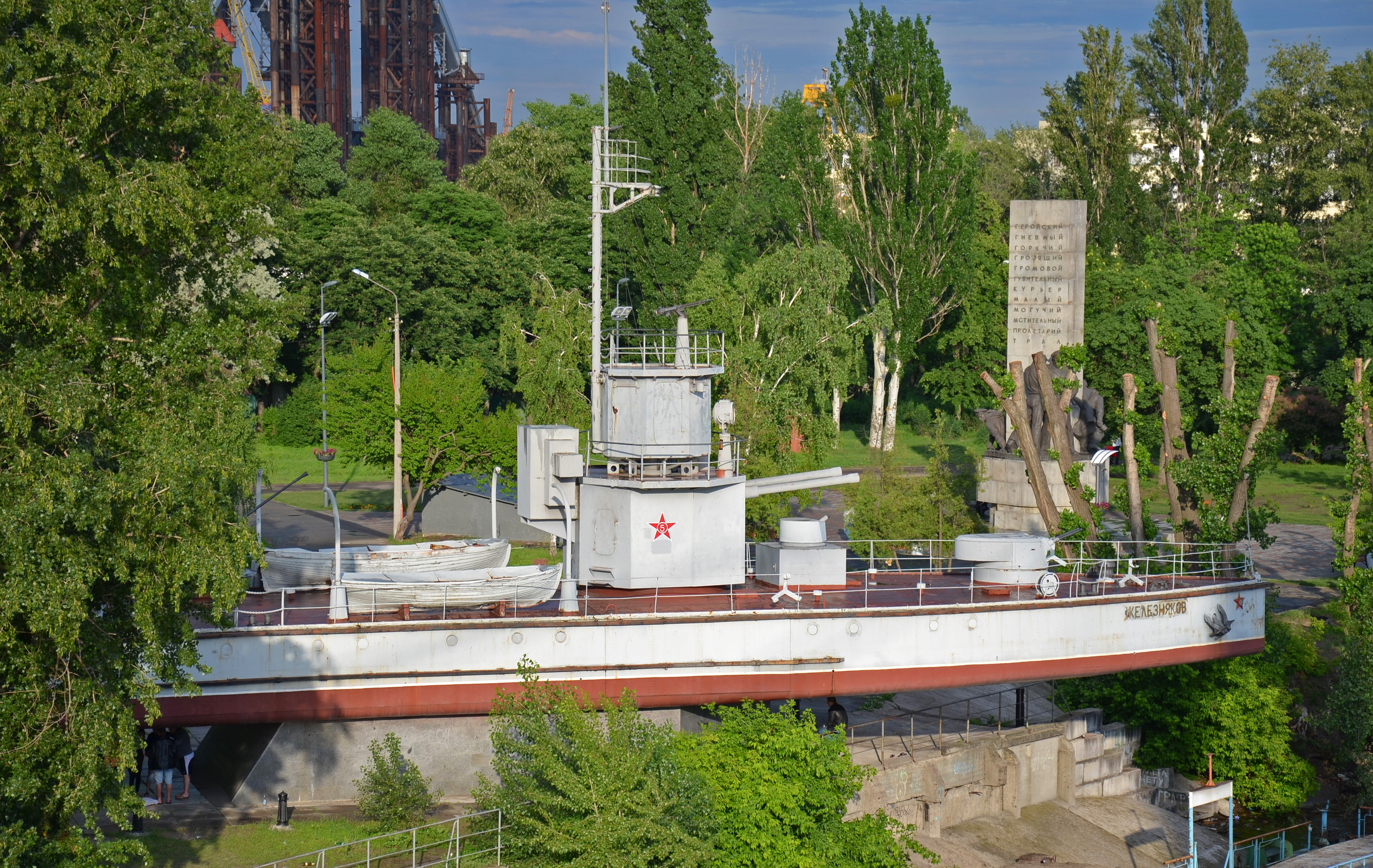
Монитор «Железняков» — памятник морякам речных флотилий и Черноморского флота СССР.

После окончания Великой Отечественной войны «Железняков» некоторое время оставался в строю. 11 марта 1958 года выведен из боевого состава и разоружён. 18 марта 1958 года получил обозначение ПСКЛ-4 и превращён в плавучий склад. Вооружение монитора было передано в Центральный военно-морской музей Ленинграда, броневая башня с орудиями была установлена возле музея Суворова в Измаиле.
10 сентября 1960 года исключён из списков судов ВМФ СССР в связи с передачей Дунайскому пароходству, в дальнейшем использовался в качестве плавучей пристани. В 1965 году по просьбам общественных организаций корпус и вооружение «Железнякова» были переданы на ССЗ «Ленинская кузница», корабль был восстановлен и 10 июля 1967 года установлен на бетонном постаменте возле судоверфи.